# Jesús Seba Hernández
Jesús Seba Hernández, més conegut com a Seba, (Saragossa, 11 d'abril de 1974) és un futbolista aragonès d'ètnia gitana, que despuntava en el Reial Saragossa. Va ser un dels futbolistes espanyols pioners a jugar a Anglaterra.

## Trajectòria
Va debutar el 25 d'octubre de 1992 en un partit Reial Societat - Reial Saragossa (1-1), procedent del filial amb tan sols 18 anys. Aquest hàbil extrem dret va estar tres temporades en el club aragonès (1992/93, 1993/94 i 1996/97), fins que va tenir una forta lesió en un partit de Copa del Rei, moment que va marcar un punt d'inflexió en la seva carrera.
La campanya 1994/95 va ser cedit al CF Vila-real i en finalitzar aquesta temporada acaba contracte, i fitxa pel Wigan Athletic Football Club d'Anglaterra, en la qual va protagonitzar una curiosa aventura que va emprendre juntament amb Roberto Martínez i Isidro Díaz, "The three amigos" tal com eren coneguts els tres espanyols en Wigan, en una època en la qual era infreqüent que un futbolista espanyol sortís a jugar a un equip estranger.
Al maig de 1997 torna de les illes britàniques per a jugar en el filial blanc, i arriba a participar en l'última jornada el 22 de juny de 1997 (Reial Saragossa 1-3 Compostela), substituint a Higuera en el minut 85. El 1998 finalitza el seu contracte i es va a Portugal en principi al Chaves, que després el traspassa a l'Os Belenenses. En Portugal va patir uns problemes de cor.
Ha passat pels equips de l'Oriola CF, Club de Fútbol Palencia o de l'Andorra Club de Fútbol, on milita actualment.

## Clubs
| Club                                   | Lliga      | Any         |
| -------------------------------------- | ---------- | ----------- |
| Reial Saragossa (categories inferiors) | Espanyola  | ?-1992      |
| Reial Saragossa                        | Espanyola  | 1992 - 1994 |
| Vila-real CF                           | Espanyola  | 1994 - 1995 |
| Wigan Athletic                         | Anglesa    | 1995 - 1996 |
| Reial Saragossa                        | Espanyola  | 1996 - 1998 |
| GD Chaves                              | Portuguesa | 1998 - 1999 |
| Os Belenenses                          | Portuguesa | 1999 - 2002 |
| Oriola CF                              | Espanyola  | 2002 - 2003 |
| CF Palencia                            | Espanyola  | 2003 - 2005 |
| Andorra CF                             | Espanyola  | 2005-       |

## Palmarès
Tres vegades internacional sub-21 per la selecció espanyola.
Ha guanyat una Copa del Rei amb el Saragossa.